# Gors-Opleeuw
Gors-Opleeuw is een dorp in de Belgische provincie Limburg, en een deelgemeente van Tongeren-Borgloon. Het was een zelfstandige gemeente tot het bij de fusie van 1977 toegevoegd werd aan de gemeente Borgloon, dat op zijn beurt in 2025 opging in Tongeren-Borgloon. Gors-Opleeuw lokt veel dagtoeristen. Het is een kastelendorp met vier kastelen op haar grondgebied en met een goed bewaard gebleven oude dorpskom.

## Etymologie
De eerste schriftelijke vermelding is in de Vita Landoaldi (980). Men spreekt daar van Lueva en Sublueva. Dus Leeuw en Beneden-Leeuw, of veeleer, zoals de toponiemen later zouden evolueren: Opleeuw en Leeuw, naar het Germaanse hlaiwa, dat grafheuvel betekent. De naam Gorsleeuw kwam in de 13e eeuw in zwang voor Leeuw, als een samentrekking van Godfrieds Leeuw, naar ene Godfried van Leeuw. Gors-Opleeuw is dus eveneens een samentrekking, en wel van de namen Gorsleeuw en Opleeuw.

## Geschiedenis
De oudste archeologische vondsten stammen uit de Romeinse periode. Toen lag er hier een belangrijke nederzetting. Zo werd in 1968 aan de Mellenstraat een Romeins grafveld met 12 brandgraven uit de 2e eeuw ontdekt. Ook werd een opschrift van een Romeins graf aangetroffen. De inhoud van de 12 rijkste graven is te bewonderen in de permanente collectie van het Gallo-Romeins Museum te Tongeren. Uit de Frankische periode stamt een strijdbijl.
In de Middeleeuwen was Gors-Opleeuw een Loons leen. In de late Middeleeuwen werd het opgesplitst in twee heerlijkheden: Gorsleeuw en Opleeuw.
Gorsleeuw kwam in bezit van het geslacht Van Leeuw, met de oudst bekende Heer Godfried van Leeuw, die in 1220 vermeld werd in de stichtingsacte van de Commanderij van Alden Biesen. In de 14e en 15e eeuw was Gorsleeuw in bezit van het geslacht Van Gelinden. Van 1436 tot in de 17e eeuw was de familie Van den Bosch de eigenaar. Vanaf 1639 kwam Gorsleeuw aan de familie Van Bodbergen en daarna aan de familie De Copis.
Opleeuw was tot 1469 in bezit van het geslacht Van Opleeuw, met als oudst bekende Heer Jan van Opleeuw (2e helft 13e eeuw) en vervolgens van het geslacht Van Mettekoven, wat zo bleef tot de afschaffing van het feodale stelsel, eind 18e eeuw.
De parochie van Gors-Opleeuw is al oud. Tot de 13e eeuw behoorde ook Kerniel tot deze parochie, en verder omvatte ze Rullekoven, Eggertingen, Grimmertingen en Zammelen. In 1034 kwam het patronaatsrecht aan de Sint-Laurentiusabdij te Luik. Later verwierf deze abdij ook een groot deel van het tiendrecht, waartoe te Gors-Opleeuw een tiendschuur werd gebouwd.

## Demografische ontwikkeling
- Bronnen:NIS, Opm:1831 tot en met 1970=volkstellingen; 1976 = inwoneraantal op 31 december

## Economie
Vanouds is Gors-Opleeuw een landbouwdorp. De fruitteelt speelt daarin een belangrijke rol. In 1844 was er een siroopfabriek en een azijnfabriek. Ook was er een watermolen op de Mombeek die fungeerde als korenmolen, maar in 1875 werd stilgelegd. Tegenwoordig kent Gors-Opleeuw geen industriële bedrijvigheid. Een groot deel van de bevolking is forens.

## Bezienswaardigheden
Gors-Opleeuw heeft vele beschermde monumenten en dorpsgezichten.

### Kastelen en kasteelhoeven
- Het Kasteel van Gors is het belangrijkste kasteel van Gors-Opleeuw. Het heeft een U-vormige kern uit de 17e eeuw dat aan drie zijden omringd was door grachten. Het kasteel werd volledig verbouwd in 1820 in laatclassicistische Empirestijl. De ronde toren dateert uit 1923. Het kasteel werd in 1986 beschermd als monument. In het kasteel werden onlangs zware renovatiewerken uitgevoerd door de Mechelse zakenman Joris Dillen.
- De bijbehorende kasteelhoeve werd in 1865 afgebroken en even verderop opnieuw opgebouwd naar de oude plannen. Ook de hoeve werd in 1986 beschermd. Helaas is de staat van dit gebouw de laatste jaren achteruitgegaan.
- Het huidige Kasteel van Opleeuw dateert uit 1874 en werd op dat ogenblik opnieuw opgebouwd in neobarokke stijl naast het vroegere kasteel dat ruim driemaal groter was en eveneens een 17e-eeuwse U-vormige kern had met grachten errond. Het kasteel werd in 2004 samen met de kasteelhoeve beschermd als monument. De omgeving van het kasteel werd dat jaar eveneens beschermd als dorpsgezicht.
- Het Kasteel Haagsmeer dateert uit 1890 en was het jachtpaviljoen van het kasteel van Opleeuw. Het kasteel werd verbouwd in 1958. Naast het kasteel ligt de kasteelhoeve uit de 18e eeuw
- De vierkantshoeve De Oude Winning in de onmiddellijke nabijheid van het kasteel Haagsmeer werd in 2004 als monument beschermd. De omgeving van de hoeve werd beschermd als dorpsgezicht.
- Het Kasteel Bellevue werd in 1764 gebouwd door de jongere broer van de toenmalige heer van Gorsleeuw en ligt aan de rand van het Bellevuebos. Het kasteel werd eveneens in 2004 beschermd als monument.

### Overig
- De dorpskom van Gors-Opleeuw zelf werd beschermd als dorpsgezicht in 1986.
- De Sint-Martinuskerk heeft een gotische toren uit de 15e eeuw. Het schip dateert uit 1775 en het koor uit 1907. De toren werd in 1896 beschermd terwijl de volledige kerk samen met het kerkhof en de ommuring in 2004 werden beschermd.
- Voor de kerk op het dorpsplein staat een vierkante neogotische dorpspomp uit 1845. In 1905 werd ze van Tongeren naar Gors-Opleeuw verhuisd. In 1986 werd ze beschermd als monument.
- Een gedenkplaatje aan de Bellevuestraat geeft uitleg over het Romeins grafveld dat daar werd aangetroffen.
- De Rijschool of Manège uit de tweede helft van de 19e eeuw behoorde oorspronkelijk tot het kasteeldomein van Gors. In 1986 werd dit gebouw eveneens beschermd als monument.

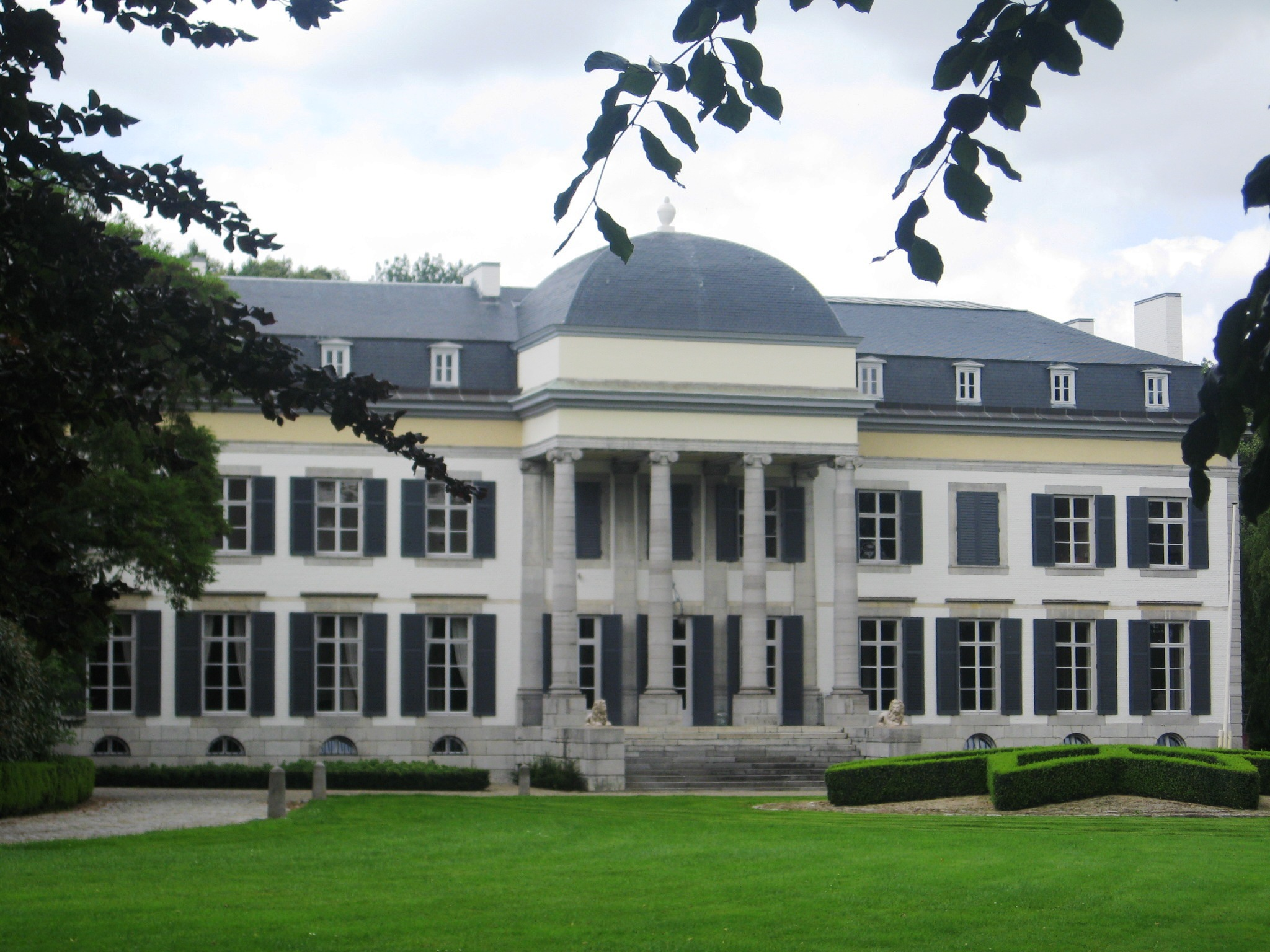
Kasteel van Gors
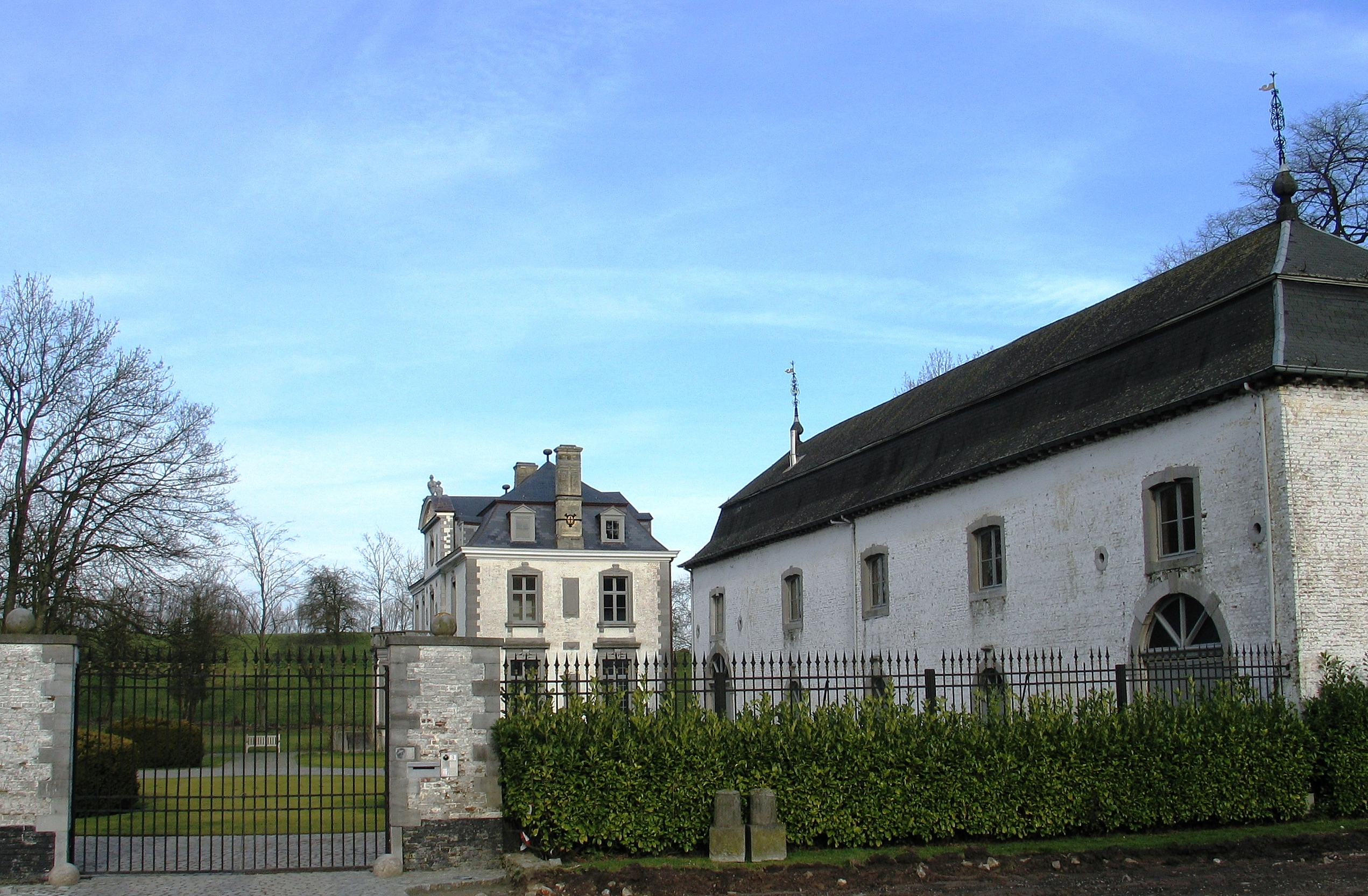
Kasteel van Opleeuw
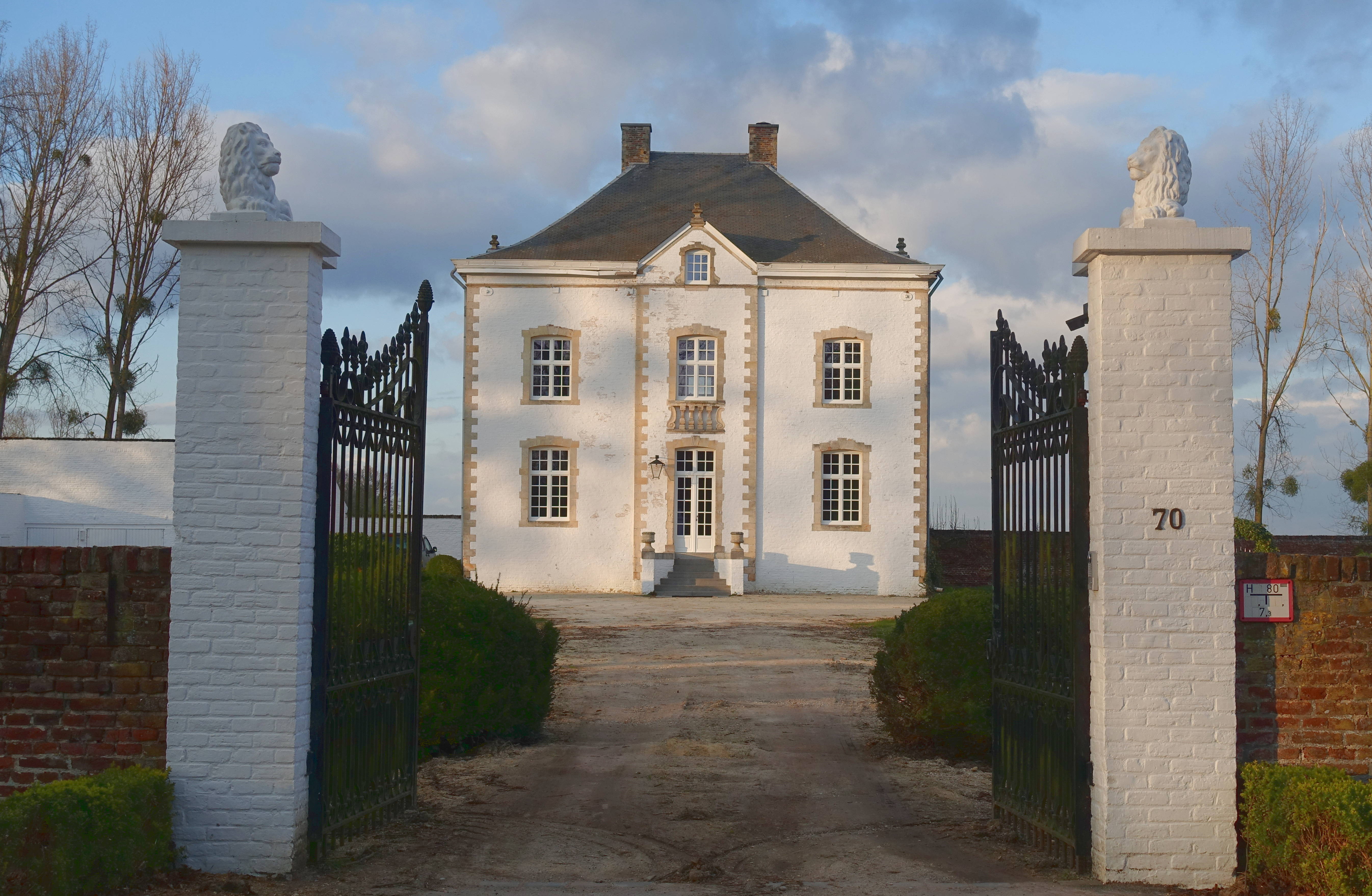
Kasteel Bellevue
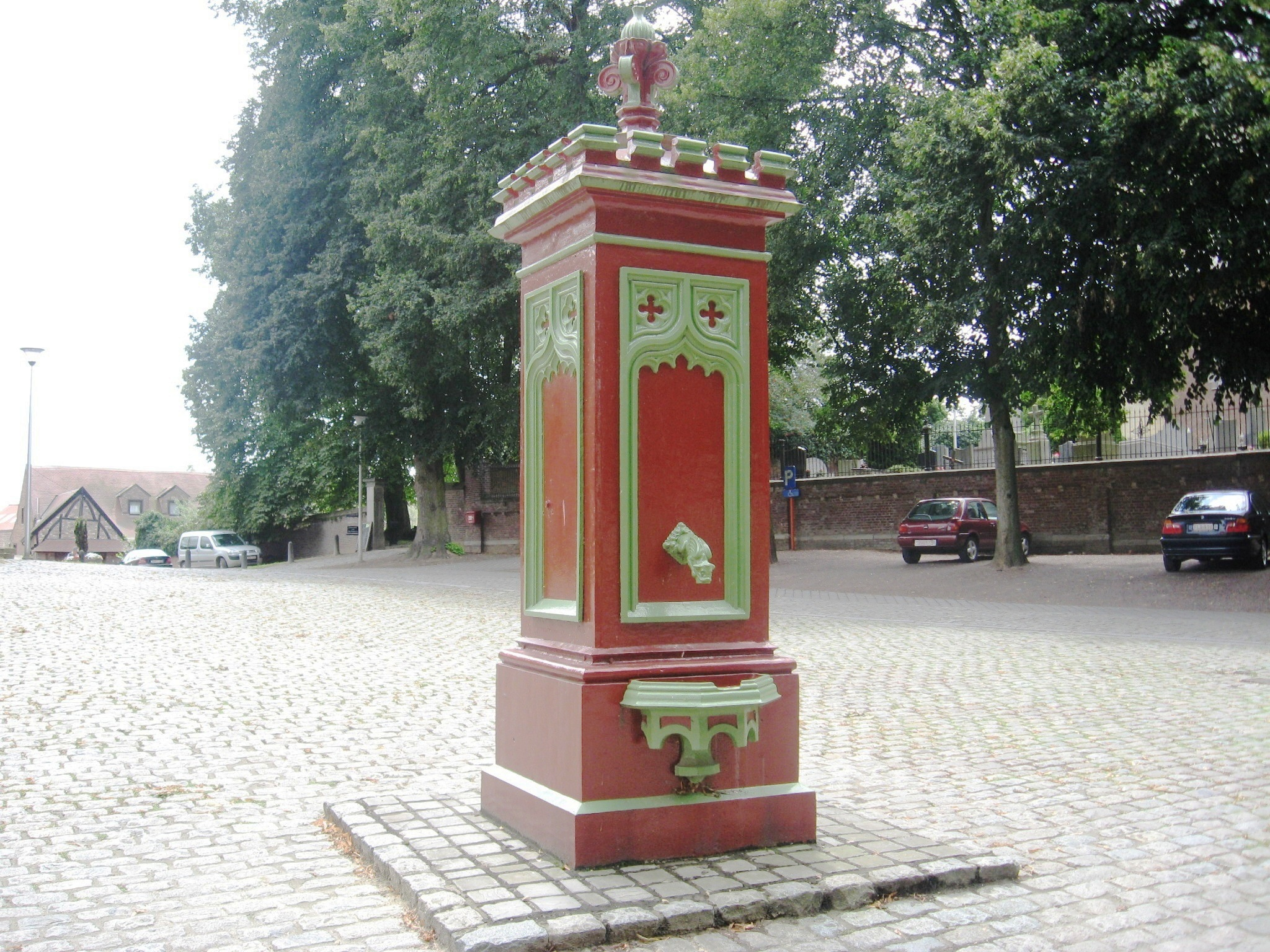
De dorpspomp uit 1845
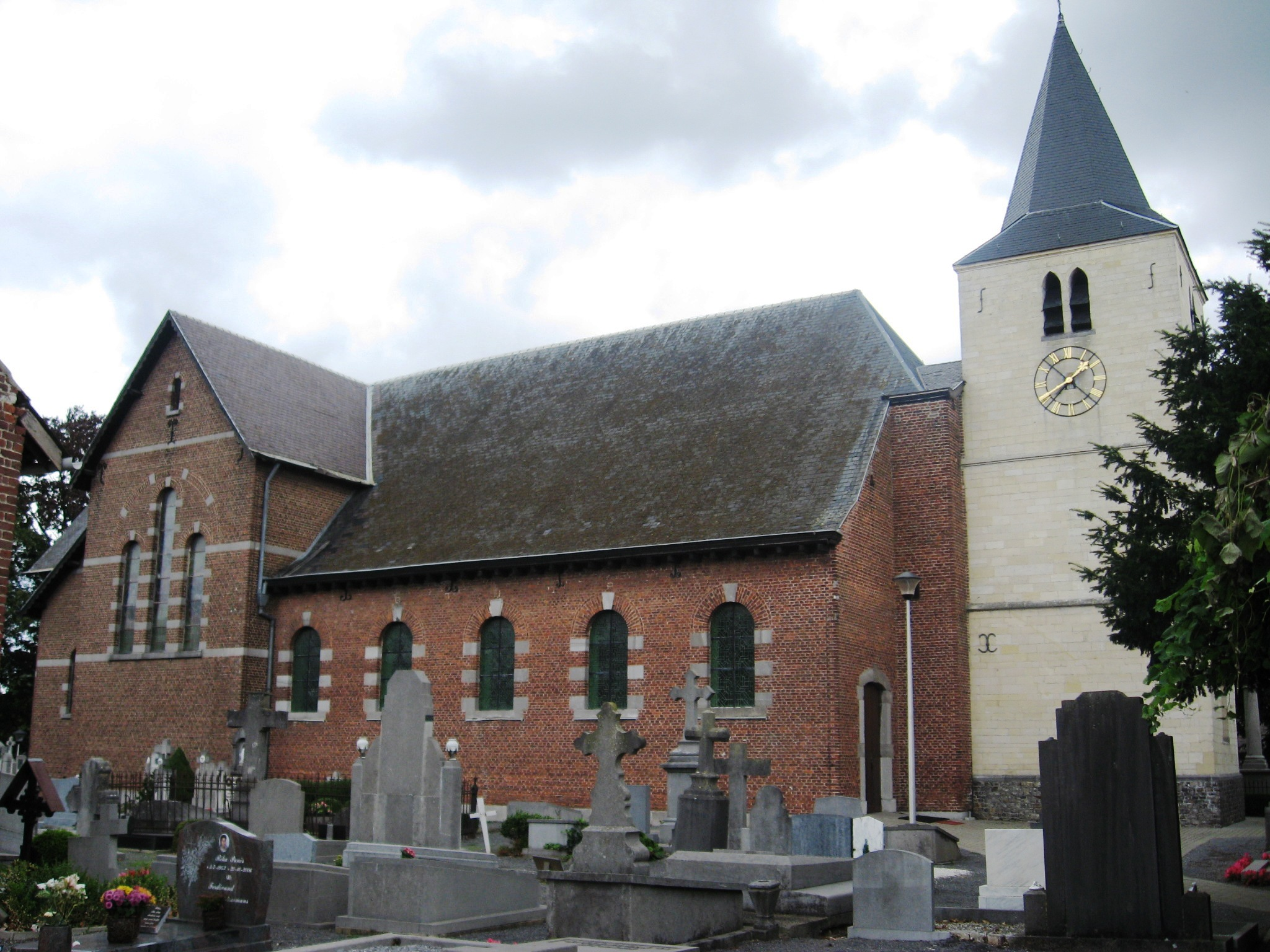
Sint-Martinuskerk

## Natuur en landschap
Gors-Opleeuw is een Haspengouws landbouwdorp dat vooral van de fruitteelt leeft. Het is de meest noordelijke deelgemeente van Borgloon en ligt onmiddellijk ten westen van de weg van Hasselt naar Tongeren. De Mombeek, een kleine zijrivier van de Herk vormt de oostgrens van de deelgemeente.

## Horeca
De Pastorie is een bed and breakfast gelegen in Gors-Opleeuw. Bezoekers kunnen hier sinds 2004 verblijven in de toen verbouwde pastoriewoning.
Bezoekers kunnen ook verblijven in Het Klokhuis. De voormalige basisschool is omgebouwd tot een verblijfplaats voor groepen, verenigingen en families.

## Wijngaard
Clos d'Opleeuw is een wijngaard op het grondgebied van Gors-Opleeuw. De clos is een ommuurde wijngaard uit 1840, met een uniek mesoklimaat, door de drie meter hoge vorstmuur.

## In Gors-Opleeuw geboren personen
- Ida van Leeuw, 13e-eeuws cisterciënzerin, mystica en heilige.

## Nabijgelegen kernen
Guigoven, Zammelen, Kerniel, Jesseren